# UEFA Champions League 2019-2020 (fase a gironi)
La fase a gironi della UEFA Champions League 2019-2020 si è disputata tra il 17 settembre e l'11 dicembre 2019. Hanno partecipato a questa fase della competizione 32 club: 16 di essi si sono qualificati alla successiva fase a eliminazione diretta, che condurrà alla finale di Istanbul del 30 maggio 2020.

## Date
| Fase          | Sorteggio                               | Turno            | Data                 |
| ------------- | --------------------------------------- | ---------------- | -------------------- |
| Fase a gironi | 29 agosto 2019, ore 18:00 CEST (Monaco) | Prima giornata   | 17-18 settembre 2019 |
| Fase a gironi | 29 agosto 2019, ore 18:00 CEST (Monaco) | Seconda giornata | 1º-2 ottobre 2019    |
| Fase a gironi | 29 agosto 2019, ore 18:00 CEST (Monaco) | Terza giornata   | 22-23 ottobre 2019   |
| Fase a gironi | 29 agosto 2019, ore 18:00 CEST (Monaco) | Quarta giornata  | 5-6 novembre 2019    |
| Fase a gironi | 29 agosto 2019, ore 18:00 CEST (Monaco) | Quinta giornata  | 26-27 novembre 2019  |
| Fase a gironi | 29 agosto 2019, ore 18:00 CEST (Monaco) | Sesta giornata   | 10-11 dicembre 2019  |

## Squadre
| Legenda                                                                        |
| ------------------------------------------------------------------------------ |
| Primi e secondi classificati (alla fase a eliminazione diretta)                |
| Terzi classificati (alla fase a eliminazione diretta della UEFA Europa League) |
| Quarti classificati (eliminati)                                                |

| Squadre               | Coeff   |
| Urna 1                | Urna 1  |
| --------------------- | ------- |
| Liverpool             | 91.000  |
| Chelsea               | 87.000  |
| Barcellona            | 138.000 |
| Manchester City       | 106.000 |
| Juventus              | 124.000 |
| Bayern Monaco         | 128.000 |
| Paris Saint-Germain   | 103.000 |
| Zenit San Pietroburgo | 72.000  |

| Squadre           | Coeff   |
| Urna 2            | Urna 2  |
| ----------------- | ------- |
| Real Madrid       | 146.000 |
| Atlético Madrid   | 127.000 |
| Borussia Dortmund | 85.000  |
| Napoli            | 80.000  |
| Šachtar           | 80.000  |
| Tottenham         | 78.000  |
| Ajax              | 70.500  |
| Benfica           | 68.000  |

| Squadre          | Coeff  |
| Urna 3           | Urna 3 |
| ---------------- | ------ |
| Olympique Lione  | 61.500 |
| Bayer Leverkusen | 61.000 |
| Salisburgo       | 54.500 |
| Olympiacos       | 44.000 |
| Club Bruges      | 39.500 |
| Valencia         | 37.000 |
| Inter            | 31.000 |
| Dinamo Zagabria  | 29.500 |

| Squadre         | Coeff  |
| Urna 4          | Urna 4 |
| --------------- | ------ |
| Lokomotiv Mosca | 28.500 |
| Genk            | 25.000 |
| Galatasaray     | 22.500 |
| RB Lipsia       | 22.000 |
| Slavia Praga    | 21.500 |
| Stella Rossa    | 16.750 |
| Atalanta        | 14.945 |
| Lilla           | 11.699 |

## Sorteggio
| Gruppo | 1ª fascia             | 2ª fascia         | 3ª fascia        | 4ª fascia       |
| ------ | --------------------- | ----------------- | ---------------- | --------------- |
| A      | Paris Saint-Germain   | Real Madrid       | Club Bruges      | Galatasaray     |
| B      | Bayern Monaco         | Tottenham         | Olympiacos       | Stella Rossa    |
| C      | Manchester City       | Šachtar           | Dinamo Zagabria  | Atalanta        |
| D      | Juventus              | Atlético Madrid   | Bayer Leverkusen | Lokomotiv Mosca |
| E      | Liverpool             | Napoli            | Salisburgo       | Genk            |
| F      | Barcellona            | Borussia Dortmund | Inter            | Slavia Praga    |
| G      | Zenit San Pietroburgo | Benfica           | Olympique Lione  | RB Lipsia       |
| H      | Chelsea               | Ajax              | Valencia         | Lilla           |

## Risultati

### Gruppo A
| Squadra             | Pt | G | V | N | P | GF | GS | DG  |
| ------------------- | -- | - | - | - | - | -- | -- | --- |
| Paris Saint-Germain | 16 | 6 | 5 | 1 | 0 | 17 | 2  | +15 |
| Real Madrid         | 11 | 6 | 3 | 2 | 1 | 14 | 8  | +6  |
| Club Bruges         | 3  | 6 | 0 | 3 | 3 | 4  | 12 | -8  |
| Galatasaray         | 2  | 6 | 0 | 2 | 4 | 1  | 14 | -13 |

| Bruges 18 settembre 2019, ore 18:55 CEST 1ª giornata | Club Bruges   | 0 – 0 referto | Galatasaray | Stadio Jan Breydel (26 616 spett.)\| Arbitro: \| Slavko Vinčić \| |
| Arbitro:                                             | Slavko Vinčić |               |             |                                                                   |

| Arbitro: | Anthony Taylor |

|                                 |           |  |
| Di María 14’, 33’ Meunier 90+1’ | Marcatori |  |

| Arbitro: | Georgi Kabakov |

|                        |           |                |
| Ramos 55’ Casemiro 85’ | Marcatori | 9’, 39’ Dennis |

| Arbitro: | Szymon Marciniak |

|  |           |            |
|  | Marcatori | 52’ Icardi |

| Arbitro: | Daniele Orsato |

|  |           |           |
|  | Marcatori | 18’ Kroos |

| Arbitro: | Daniel Siebert |

|  |           |                                     |
|  | Marcatori | 7’, 63’ Icardi 61’, 79’, 83’ Mbappé |

| Arbitro: | Felix Zwayer |

|                                                         |           |  |
| Rodrygo 4’, 7’, 90+2’ Ramos 14’ (rig.) Benzema 45’, 81’ | Marcatori |  |

| Arbitro: | Bobby Madden |

|            |           |  |
| Icardi 22’ | Marcatori |  |

| Arbitro: | Ivan Kružliak |

|           |           |              |
| Büyük 11’ | Marcatori | 90+2’ Diatta |

| Arbitro: | Artur Soares Dias |

|                  |           |                        |
| Benzema 17’, 79’ | Marcatori | 81’ Mbappé 83’ Sarabia |

| Arbitro: | Tobias Stieler |

|             |           |                                       |
| Vanaken 55’ | Marcatori | 53’ Rodrygo 64’ Vinícius 90+1’ Modrić |

| Arbitro: | István Kovács |

|                                                                |           |  |
| Icardi 32’ Sarabia 35’ Neymar 46’ Mbappé 63’ Cavani 84’ (rig.) | Marcatori |  |

### Gruppo B
| Squadra       | Pt | G | V | N | P | GF | GS | DG  |
| ------------- | -- | - | - | - | - | -- | -- | --- |
| Bayern Monaco | 18 | 6 | 6 | 0 | 0 | 24 | 5  | +19 |
| Tottenham     | 10 | 6 | 3 | 1 | 2 | 18 | 14 | +4  |
| Olympiacos    | 4  | 6 | 1 | 1 | 4 | 8  | 14 | -6  |
| Stella Rossa  | 3  | 6 | 1 | 0 | 5 | 3  | 20 | -17 |

| Arbitro: | Gianluca Rocchi |

|                                 |           |                                 |
| Podence 44’ Valbuena 54’ (rig.) | Marcatori | 26’ (rig.) Kane 30’ Lucas Moura |

| Arbitro: | Bobby Madden |

|                                        |           |  |
| Coman 34’ Lewandowski 80’ Müller 90+1’ | Marcatori |  |

| Arbitro: | Benoît Bastien |

|                                    |           |            |
| Vulić 62’ Milunović 87’ Boakye 90’ | Marcatori | 37’ Semedo |

| Arbitro: | Clément Turpin |

|                         |           |                                                            |
| Son 12’ Kane 61’ (rig.) | Marcatori | 15’ Kimmich 45’, 87’ Lewandowski 53’, 55’, 83’, 88’ Gnabry |

| Arbitro: | Marco Guida |

|                                      |           |  |
| Kane 9’, 72’ Son 16’, 44’ Lamela 57’ | Marcatori |  |

| Arbitro: | Danny Makkelie |

|                            |           |                                  |
| El-Arabi 23’ Guilherme 79’ | Marcatori | 34’, 62’ Lewandowski 75’ Tolisso |

| Arbitro: | Paweł Raczkowski |

|                             |           |  |
| Lewandowski 69’ Perišić 89’ | Marcatori |  |

| Arbitro: | Carlos del Cerro Grande |

|  |           |                                       |
|  | Marcatori | 34’ Lo Celso 57’, 61’ Son 85’ Eriksen |

| Arbitro: | Georgi Kabakov |

|                                     |           |                        |
| Alli 45+1’ Kane 50’, 77’ Aurier 73’ | Marcatori | 6’ El-Arabi 19’ Semedo |

| Arbitro: | Björn Kuipers |

|  |           |                                                                |
|  | Marcatori | 14’ Goretzka 53’ (rig.), 60’, 64’, 68’ Lewandowski 89’ Tolisso |

| Arbitro: | Daniele Orsato |

|                     |           |  |
| El-Arabi 87’ (rig.) | Marcatori |  |

| Arbitro: | Gianluca Rocchi |

|                                   |           |               |
| Coman 14’ Müller 45’ Coutinho 64’ | Marcatori | 20’ Sessegnon |

### Gruppo C
| Squadra         | Pt | G | V | N | P | GF | GS | DG  |
| --------------- | -- | - | - | - | - | -- | -- | --- |
| Manchester City | 14 | 6 | 4 | 2 | 0 | 16 | 4  | +12 |
| Atalanta        | 7  | 6 | 2 | 1 | 3 | 8  | 12 | -4  |
| Šachtar         | 6  | 6 | 1 | 3 | 2 | 8  | 13 | -5  |
| Dinamo Zagabria | 5  | 6 | 1 | 2 | 3 | 10 | 13 | -3  |

| Arbitro: | Artur Soares Dias |

|  |           |                                           |
|  | Marcatori | 24’ Mahrez 38’ Gündoğan 76’ Gabriel Jesus |

| Arbitro: | Jesús Gil Manzano |

|                                |           |  |
| Leovac 10’ Oršić 31’, 42’, 68’ | Marcatori |  |

| Arbitro: | Tobias Stieler |

|            |           |                                 |
| Zapata 28’ | Marcatori | 41’ Júnior Moraes 90+5’ Solomon |

| Arbitro: | Serdar Gözübüyük |

|                          |           |  |
| Sterling 66’ Foden 90+5’ | Marcatori |  |

| Arbitro: | Antonio Mateu Lahoz |

|                          |           |                           |
| Konopljanka 16’ Dodô 75’ | Marcatori | 25’ Olmo 60’ (rig.) Oršić |

| Arbitro: | Orel Grinfeeld |

|                                               |           |                         |
| Agüero 34’, 38’ (rig.) Sterling 58’, 64’, 69’ | Marcatori | 28’ (rig.) Malinovs'kyj |

| Arbitro: | Aljaksej Kul'bakoŭ |

|             |           |             |
| Pašalić 49’ | Marcatori | 7’ Sterling |

| Arbitro: | Felix Brych |

|                                     |           |                                                   |
| Petković 25’ Ivanušec 83’ Ademi 89’ | Marcatori | 13’ Patrick 90+3’ Júnior Moraes 90+8’ (rig.) Tetê |

| Arbitro: | Slavko Vinčić |

|              |           |             |
| Gündoğan 56’ | Marcatori | 69’ Solomon |

| Arbitro: | Sergej Karasëv |

|                             |           |  |
| Muriel 27’ (rig.) Gómez 47’ | Marcatori |  |

| Arbitro: | Felix Zwayer |

|  |           |                                       |
|  | Marcatori | 66’ Castagne 80’ Pašalić 90+4’ Gosens |

| Arbitro: | Carlos del Cerro Grande |

|          |           |                                       |
| Olmo 10’ | Marcatori | 34’, 50’, 54’ Gabriel Jesus 84’ Foden |

### Gruppo D
| Squadra          | Pt | G | V | N | P | GF | GS | DG |
| ---------------- | -- | - | - | - | - | -- | -- | -- |
| Juventus         | 16 | 6 | 5 | 1 | 0 | 12 | 4  | +8 |
| Atlético Madrid  | 10 | 6 | 3 | 1 | 2 | 8  | 5  | +3 |
| Bayer Leverkusen | 6  | 6 | 2 | 0 | 4 | 5  | 9  | -4 |
| Lokomotiv Mosca  | 3  | 6 | 1 | 0 | 5 | 4  | 11 | -7 |

| Arbitro: | Danny Makkelie |

|                       |           |                          |
| Savić 70’ Herrera 90’ | Marcatori | 48’ Cuadrado 65’ Matuidi |

| Arbitro: | Paweł Raczkowski |

|                    |           |                            |
| Höwedes 25’ (aut.) | Marcatori | 16’ Krychowiak 37’ Barinov |

| Arbitro: | Orel Grinfeeld |

|  |           |                           |
|  | Marcatori | 48’ João Félix 58’ Thomas |

| Arbitro: | William Collum |

|                                          |           |  |
| Higuaín 17’ Bernardeschi 62’ Ronaldo 89’ | Marcatori |  |

| Arbitro: | Artur Soares Dias |

|            |           |  |
| Morata 78’ | Marcatori |  |

| Arbitro: | Anastasios Sidīropoulos |

|                 |           |              |
| Dybala 77’, 79’ | Marcatori | 30’ Mirančuk |

| Arbitro: | Ruddy Buquet |

|              |           |                               |
| Mirančuk 12’ | Marcatori | 4’ Ramsey 90+3’ Douglas Costa |

| Arbitro: | Damir Skomina |

|                               |           |              |
| Thomas 41’ (aut.) Volland 55’ | Marcatori | 90+4’ Morata |

| Arbitro: | Michael Oliver |

|  |           |                                    |
|  | Marcatori | 11’ (aut.) Žemaletdinov 54’ Bender |

| Arbitro: | Anthony Taylor |

|              |           |  |
| Dybala 45+2’ | Marcatori |  |

| Arbitro: | Viktor Kassai |

|                                  |           |  |
| João Félix 17’ (rig.) Felipe 54’ | Marcatori |  |

| Arbitro: | Benoît Bastien |

|  |           |                           |
|  | Marcatori | 75’ Ronaldo 90+2’ Higuaín |

### Gruppo E
| Squadra    | Pt | G | V | N | P | GF | GS | DG  |
| ---------- | -- | - | - | - | - | -- | -- | --- |
| Liverpool  | 13 | 6 | 4 | 1 | 1 | 13 | 8  | +5  |
| Napoli     | 12 | 6 | 3 | 3 | 0 | 11 | 4  | +7  |
| Salisburgo | 7  | 6 | 2 | 1 | 3 | 16 | 13 | +3  |
| Genk       | 1  | 6 | 0 | 1 | 5 | 5  | 20 | -15 |

| Arbitro: | Felix Zwayer |

|                                                          |           |                        |
| Håland 2’, 34’, 45’ Hwang 36’ Szoboszlai 45+2’ Ulmer 66’ | Marcatori | 40’ Lucumí 52’ Samatta |

| Arbitro: | Felix Brych |

|                                   |           |  |
| Mertens 82’ (rig.) Llorente 90+2’ | Marcatori |  |

| Genk 2 ottobre 2019, ore 18:55 CEST 2ª giornata | Genk          | 0 – 0 referto | Napoli | Luminus Arena (19 962 spett.)\| Arbitro: \| István Kovács \| |
| Arbitro:                                        | István Kovács |               |        |                                                              |

| Arbitro: | Andreas Ekberg |

|                                      |           |                                   |
| Mané 9’ Robertson 25’ Salah 36’, 69’ | Marcatori | 39’ Hwang 56’ Minamino 60’ Håland |

| Arbitro: | Slavko Vinčić |

|          |           |                                               |
| Odey 88’ | Marcatori | 2’, 57’ Oxlade-Chamberlain 77’ Mané 87’ Salah |

| Arbitro: | Clément Turpin |

|                        |           |                              |
| Håland 40’ (rig.), 72’ | Marcatori | 17’, 64’ Mertens 73’ Insigne |

| Arbitro: | Ivan Kružliak |

|                                      |           |             |
| Wijnaldum 14’ Oxlade-Chamberlain 53’ | Marcatori | 41’ Samatta |

| Arbitro: | Szymon Marciniak |

|            |           |                   |
| Lozano 44’ | Marcatori | 11’ (rig.) Håland |

| Arbitro: | Mattias Gestranius |

|             |           |                                            |
| Samatta 85’ | Marcatori | 43’ Daka 45’ Minamino 69’ Hwang 87’ Håland |

| Arbitro: | Carlos del Cerro Grande |

|            |           |             |
| Lovren 65’ | Marcatori | 21’ Mertens |

| Arbitro: | Danny Makkelie |

|  |           |                     |
|  | Marcatori | 57’ Keïta 58’ Salah |

| Arbitro: | Cüneyt Çakır |

|                                              |           |  |
| Milik 3’, 26’, 38’ (rig.) Mertens 75’ (rig.) | Marcatori |  |

### Gruppo F
| Squadra           | Pt | G | V | N | P | GF | GS | DG |
| ----------------- | -- | - | - | - | - | -- | -- | -- |
| Barcellona        | 14 | 6 | 4 | 2 | 0 | 9  | 4  | +5 |
| Borussia Dortmund | 10 | 6 | 3 | 1 | 2 | 8  | 8  | 0  |
| Inter             | 7  | 6 | 2 | 1 | 3 | 10 | 9  | +1 |
| Slavia Praga      | 2  | 6 | 0 | 2 | 4 | 4  | 10 | -6 |

| Arbitro: | Ruddy Buquet |

|               |           |              |
| Barella 90+2’ | Marcatori | 63’ Olayinka |

| Dortmund 17 settembre 2019, ore 21:00 CEST 1ª giornata | Borussia Dortmund | 0 – 0 referto | Barcellona | Signal Iduna Park (66 099 spett.)\| Arbitro: \| Ovidiu Hațegan \| |
| Arbitro:                                               | Ovidiu Hațegan    |               |            |                                                                   |

| Arbitro: | Björn Kuipers |

|  |           |                 |
|  | Marcatori | 35’, 89’ Hakimi |

| Arbitro: | Damir Skomina |

|                 |           |             |
| Suárez 58’, 84’ | Marcatori | 3’ Martínez |

| Arbitro: | Bobby Madden |

|           |           |                              |
| Bořil 50’ | Marcatori | 3’ Messi 57’ (aut.) Olayinka |

| Arbitro: | Anthony Taylor |

|                           |           |  |
| Martínez 22’ Candreva 89’ | Marcatori |  |

| Barcellona 5 novembre 2019, ore 18:55 CET 4ª giornata | Barcellona     | 0 – 0 referto | Slavia Praga | Camp Nou (67 023 spett.)\| Arbitro: \| Michael Oliver \| |
| Arbitro:                                              | Michael Oliver |               |              |                                                          |

| Arbitro: | Danny Makkelie |

|                            |           |                        |
| Hakimi 51’, 77’ Brandt 64’ | Marcatori | 5’ Martínez 40’ Vecino |

| Arbitro: | Szymon Marciniak |

|                   |           |                              |
| Souček 37’ (rig.) | Marcatori | 19’, 88’ Martínez 81’ Lukaku |

| Arbitro: | Clément Turpin |

|                                    |           |            |
| Suárez 29’ Messi 33’ Griezmann 67’ | Marcatori | 77’ Sancho |

| Arbitro: | Björn Kuipers |

|            |           |                    |
| Lukaku 44’ | Marcatori | 23’ Pérez 86’ Fati |

| Arbitro: | Sergej Karasëv |

|                       |           |            |
| Sancho 10’ Brandt 61’ | Marcatori | 43’ Souček |

### Gruppo G
| Squadra               | Pt | G | V | N | P | GF | GS | DG |
| --------------------- | -- | - | - | - | - | -- | -- | -- |
| RB Lipsia             | 11 | 6 | 3 | 2 | 1 | 10 | 8  | +2 |
| Olympique Lione       | 8  | 6 | 2 | 2 | 2 | 9  | 8  | +1 |
| Benfica               | 7  | 6 | 2 | 1 | 3 | 10 | 11 | -1 |
| Zenit San Pietroburgo | 7  | 6 | 2 | 1 | 3 | 7  | 9  | -2 |

| Arbitro: | Michael Oliver |

|                  |           |            |
| Depay 51’ (rig.) | Marcatori | 41’ Azmoun |

| Arbitro: | Anastasios Sidīropoulos |

|               |           |                 |
| Seferović 84’ | Marcatori | 69’, 78’ Werner |

| Arbitro: | Carlos del Cerro Grande |

|                                       |           |              |
| Dzjuba 22’ Dias 70’ (aut.) Azmoun 78’ | Marcatori | 85’ de Tomás |

| Arbitro: | Antonio Mateu Lahoz |

|  |           |                       |
|  | Marcatori | 11’ Depay 65’ Terrier |

| Arbitro: | Ali Palabıyık |

|                         |           |               |
| Laimer 49’ Sabitzer 59’ | Marcatori | 25’ Rakyc'kyj |

| Arbitro: | Ivan Kružliak |

|                         |           |           |
| Rafa Silva 4’ Pizzi 86’ | Marcatori | 70’ Depay |

| Arbitro: | Orel Grinfeeld |

|  |           |                          |
|  | Marcatori | 45+5’ Demme 63’ Sabitzer |

| Arbitro: | Björn Kuipers |

|                                  |           |               |
| Andersen 4’ Depay 33’ Traoré 89’ | Marcatori | 76’ Seferović |

| Arbitro: | Daniele Orsato |

|                       |           |  |
| Dzjuba 42’ Ozdoev 84’ | Marcatori |  |

| Arbitro: | Jesús Gil Manzano |

|                            |           |                        |
| Forsberg 90’ (rig.), 90+6’ | Marcatori | 20’ Pizzi 59’ Vinícius |

| Arbitro: | Antonio Mateu Lahoz |

|                                              |           |  |
| Cervi 47’ Pizzi 58’ (rig.) Azmoun 79’ (aut.) | Marcatori |  |

| Arbitro: | Anthony Taylor |

|                     |           |                                      |
| Aouar 50’ Depay 82’ | Marcatori | 9’ (rig.) Forsberg 33’ (rig.) Werner |

### Gruppo H
| Squadra  | Pt | G | V | N | P | GF | GS | DG  |
| -------- | -- | - | - | - | - | -- | -- | --- |
| Valencia | 11 | 6 | 3 | 2 | 1 | 9  | 7  | +2  |
| Chelsea  | 11 | 6 | 3 | 2 | 1 | 11 | 9  | +2  |
| Ajax     | 10 | 6 | 3 | 1 | 2 | 12 | 6  | +6  |
| Lilla    | 1  | 6 | 0 | 1 | 5 | 4  | 14 | -10 |

| Arbitro: | Srđan Jovanović |

|                                       |           |  |
| Promes 18’ Álvarez 50’ Tagliafico 62’ | Marcatori |  |

| Arbitro: | Cüneyt Çakır |

|  |           |             |
|  | Marcatori | 74’ Rodrigo |

| Arbitro: | Daniele Orsato |

|  |           |                                      |
|  | Marcatori | 8’ Ziyech 34’ Promes 67’ van de Beek |

| Arbitro: | Aljaksej Kul'bakoŭ |

|             |           |                         |
| Osimhen 33’ | Marcatori | 22’ Abraham 78’ Willian |

| Arbitro: | Ovidiu Hațegan |

|  |           |               |
|  | Marcatori | 86’ Batshuayi |

| Arbitro: | Deniz Aytekin |

|             |           |             |
| Ikoné 90+5’ | Marcatori | 63’ Čeryšev |

| Arbitro: | Sergej Karasëv |

|                                                                |           |             |
| Parejo 66’ (rig.) Soumaoro 82’ (aut.) Kondogbia 84’ Torres 90’ | Marcatori | 25’ Osimhen |

| Arbitro: | Gianluca Rocchi |

|                                                          |           |                                                              |
| Jorginho 5’ (rig.), 71’ (rig.) Azpilicueta 63’ James 74’ | Marcatori | 2’ (aut.) Abraham 20’ Promes 35’ (aut.) Kepa 55’ van de Beek |

| Arbitro: | Felix Zwayer |

|                    |           |                         |
| Soler 40’ Wass 82’ | Marcatori | 41’ Kovačić 50’ Pulisic |

| Arbitro: | Felix Brych |

|  |           |                      |
|  | Marcatori | 2’ Ziyech 59’ Promes |

| Arbitro: | Clément Turpin |

|  |           |             |
|  | Marcatori | 24’ Rodrigo |

| Arbitro: | Anastasios Sidīropoulos |

|                             |           |          |
| Abraham 19’ Azpilicueta 35’ | Marcatori | 78’ Rémy |